# Ејда Кинг Лавлејс
Ејда Бајрон, грофица од Лавлејса, (често се у литератури наводи и као Ада, енгл. Ada Byron, Countess of Lovelace; Лондон, 10. децембар 1815 — Лондон, 27. новембар 1852) рођена је као ћерка енглеског песника лорда Бајрона и Анабеле Милбанк, реформаторке познате и под именом лејди Бајрон.
Ејда је била једино законито дете лорда Бајрона и имала је више полубраће и сестара које је лорд имао из веза са другим женама.
Бавила се математиком и заинтересовала се за пројекат аналитичке машине. Помагала је у документовању рада ове машине као и у раду на њој - и финансијски и својим предлозима, од којих је најзначајнији био пренос контроле и рад са циклусима, тако да наредбе програма не би морале да се извршавају редоследом којим су дате већ у зависности од тока програма. Предвиђала је и могућност ове машине и за општије ствари (компоновање музике, графику) али и за шире научне примене. Предложила је да се помоћу аналитичке машине израчунају Бернулијеви бројеви. Овај план се уједно сматра и првим програмом, а Ејда Лавлејс првим програмером. У њену част један програмски језик добио је њено име.

## Биографија
Ејда Бајрон је једна од најзанимљивијих и најсликовитијих личности у историји информатике. Огаста Ејда Бајрон је рођена 10. децембра 1815. у Лондону. Била је ћерка британског песника лорда Бајрона и Ен Изабел Милбанк, тј. леди Бајрон. Када је имала пет месеци њени родитељи су се развели. У априлу 1816., лорд Бајрон је отишао у иностранство, у Грчку, где је и умро кад је Ејда имала осам година, 1824. године. Иако Ејда није стигла да упозна свог оца, она му је била веома слична као по изгледу тако и по нарави. Њена мајка није желела да јој ћерка постане песникиња и да наследи очеву ексцентричну нарав, па се потрудила да све уради како се то не би десило.
Леди Бајрон се интересовала за математику и науку, и потрудила се да Ејдино образовање буде у складу са њеним интересовањима. Ејда је учила математику, запостављајући области из очеве струке: поезију и књижевност. Још као млада, показала је извесне математичке способности и њена мајка је то здушно подржавала. Имала је доста тутора који су усмеравали њено знање. Са шест година ју је подучавала госпођица Ламонт, но када је њена мајка сазнала да Ејда више воли географију од аритметике, госпођица Ламонт је замењена новим тутором. Сер Вилијам Френд и др Вилијам Кинг су је даље подучавали. Са тринаест година се разболела од мистериозне болести и није могла да хода три године. Вероватно је да се разболела од морбила, након чега је била подвргнута непрекидном мировању у кревету, што је вероватно утицало на продужетак њеног инвалидитета и проблема са ходом. За то време наставила је да учи, и убрзо је надмашила очекивања у математици, а постала је и одличан лингвиста и музичар.
Особа коју је Ејда веома желела да упозна је била Мери Сомервил, која је била прва жена члан Краљевског астрономског друштва (енгл. Royal Astronomical Society) и признати математичар. Госпођа Сомервил је била особа на коју се Ејда угледала, па јој је много значило када су се њих две спријатељиле. Управо је госпођа Сомервил упознала Ејду са њеним будућим мужем, лордом Вилијамом Кингом. На једној од забава које је приређивала Мери Сомервил, Ејда је, са осамнаест година, упознала Чарлса Бабиџа, веома поштованог професора математике. Дубоко су је импресионирале Чарлсове идеје о новој машини за рачунање, такозваној аналитичкој машини, а и он сам је остао запањен Ејдином интелигенцијом. Он се заносио следећим идејама: „Шта када би машина за рачунање, не само предвиђала, него и функционисала на том предвиђању?“ Била је задивљена универзалношћу његових идеја и чинило се као да их разуме боље него он сам.
Са деветнаест година, 8. јула 1835. године се венчала са Вилијамом Кингом, који је убрзо постао гроф од Лавлејса (енгл. Earl of Lovelace). Имали су складан брак иако је Ејда била интелектуално надмоћнија. Њихово троје деце, два сина и ћерку која је кренула мајчиним стопама, више су одгајали њена мајка и њен муж него она сама, али такав вид одгајања је био доста популаран међу енглеском вишом класом у то време. Вилијам је, међутим, био поносан на достигнућа своје жене и увек јој је пружао подршку.
Године 1840., Бабиџ је био позван да одржи семинар на Универзитету у Торину, у Италији, на тему аналитичке машине. Луиђи Менабреа, млади италијански инжењер и будући министар, записивао је оно што је Бабиџ објашњавао да би нешто касније његове белешке биле објављене на француском језику. Бабиџ је тада замолио Ејду да их преведе са француског на енглески језик, да би више људи могло да разуме. Док је преводила, додавала је сопствене белешке и убрзо је превод био три пута дужи. У њима је наглашавала разлику између Паскалове машине, која би могла да се пореди са данашњим калкулатором, и Бабиџове машине, која може да се пореди са модерним рачунарима. Белешке је означавала словима од А до Г. У последњој, Г белешки, Ејда описује алгоритам за аналитичку машину за израчунавање Бернулијевих бројева. Сматра се да је то први алгоритам икада сачињен са идејом да се примени на рачунару, и из овог разлога она се може сматрати првим рачунарским програмером. Мотор никад није завршен, тако да њен програм никад није ни тестиран.
Концентрисала се на оно што бисмо могли данас назвати „софтверским“ апликацијама за аналитичку машину. У овом смислу, Ејда се може назвати правим визионаром, јер је могла да предвиди да ће Бабиџова машина имати огромних примена у пољу графике, вештачке интелигенције и у компоновању комплексне музике. На крају свог дела се потписала као А. Л. Л. јер за жене, из више класе тог доба, је било неприхватљиво да се баве било каквим научним списима.
Ејди је било двадесет девет година када је њено дело објављено и када је родила треће дете. На велико изненађење, доживела је душевни и ментални слом. Лекари су јој преписали комбинацију лекова и алкохола која се данас сматра смртоносном. Изгубљена у лаудануму, леку који је садржао опијум и који се користио да ублажи бол и да успава, и другим лековима, имала је разне визије, чак верујући да је њен мозак попут Божјег. Успела је да остави алкохол на неко време, али је нашла другу зависност – коцкање на које је изгубила доста новца. Из писама које су једно другом слали, откривена је несрећа која је задесила Бабиџа и године безуспешног Ејдиног лечења (с обзиром да јој је установљен рак материце).
Заједно су тестирали математичке теорије о вероватноћама коњских трка. Ејда Бајрон је одувек волела коње, а за Бабиџа је то био начин да се извуче из дугова. Влада је изгубила веру у његове радове, па је тако остао ускраћен за финансијска средства и са недовршеном диференцијалном машином. Њихове авантуре са коњима су се завршиле катастрофално. Иако је Бабиџ успео да се извуче из дугова, Ејда није била те среће. Да би отплатила дугове, морала је да заложи породични накит. Њен муж је узалуд покушавао да изађе на крај са њеним кредиторима и гомилом скандала који су је окруживали.
Умрла је 27. новембра 1852. године од рака материце са тридесет и шест година, исто колико је имао њен отац када је умро. По сопственом захтеву, сахрањена је поред свог оца у Хакнал Торкарду, цркви Свете Марије у Нотингамширу. Као награду за њен допринос, Америчко министарство одбране је 1979. године развило један програмски језик и назвало га Ејда (енгл. Ada). У току свог живота, сарађивала је са сер Дејвидом Брустером, творцем калеидоскопа, Чарлсом Витстоном, Чарлсом Дикенсом и Мајклом Фарадејом.
Ејда Лавлејс је прешла границу стереотипне улоге жене и била је један од пионира у истраживању рачунара и програмирању. Иако је њен живот био кратак, и живела је пре сто педесет година, наслутила је већину од онога што се данас сматра модерним рачунарством.
Рад је сам по себи награда! 
латински: „Labor ipse voluptas!” 
 енглески: „Labour is its own reward!“— мото породице Лавлејс